# Twierdzenie Löwenheima-Skolema
Twierdzenie Löwenheima-Skolema – ważne twierdzenie logiki matematycznej dotyczące mocy modeli dla formuł logiki pierwszego rzędu.
Współcześnie nazwa twierdzenie (czy wręcz twierdzenia) Löwenheima-Skolema jest używana na określenie serii rezultatów gwarantujących istnienie modeli pewnych mocy. Dwa najczęściej stosowane wyniki noszą nazwy górnego twierdzenia Löwenheima-Skolema i dolnego twierdzenia Löwenheima-Skolema.

## Istnienie modelu nieskończonego
Jedną z postaci twierdzenia Löwenheima-Skolema jest poniższe stwierdzenie:
Twierdzenie A
Jeżeli zdanie {\displaystyle \varphi } ma model nieskończony, to dla każdego {\displaystyle k} zdanie {\displaystyle \varphi } ma model o mocy większej lub równej {\displaystyle k.}
Można również pokazać silniejszą postać twierdzenia (porównaj twierdzenie C poniżej):
Twierdzenie B
Jeżeli dla każdego {\displaystyle k} zdanie {\displaystyle \varphi } ma model o mocy większej lub równej {\displaystyle k,} to zdanie {\displaystyle \varphi } ma model przeliczalnie nieskończony.

### Dowód twierdzenia A
Poniżej znajduje się dowód prostszej postaci twierdzenia Löwenheima-Skolema. Dowód istnienia przeliczalnie nieskończonego modelu dla zdań spełniających warunek z twierdzenia wynika wprost z konstrukcji z dowodu twierdzenia o zupełności.
Korzystamy z twierdzenia o zwartości:
Jeżeli każdy skończony podzbiór zbioru zdań A jest spełnialny, to A również jest spełnialny.
Dla każdego naturalnego {\displaystyle k>1} oznaczmy przez {\displaystyle \psi _{k}} następującą formułę:
{\displaystyle \exists x_{1}\exists x_{2}...\exists x_{k-1}\exists x_{k}(\neg (x_{1}=x_{2}))\wedge \ldots \wedge (\neg (x_{1}=x_{k}))\wedge \ldots \wedge (\neg (x_{k-1}=x_{k})).}
Intuicyjnie {\displaystyle \psi _{k}} oznacza "Istnieje {\displaystyle k} różnych obiektów". Zdanie takie może być spełnione jedynie w modelach o uniwersum mocy większej lub równej {\displaystyle k.}
Załóżmy teraz, że {\displaystyle \varphi } ma model o mocy co najmniej {\displaystyle k} dla każdego {\displaystyle k.}
Rozważmy następujące zbiory zdań
{\displaystyle A=\{\varphi \}\cup \{\psi _{k}:k=2,3,\dots \},} {\displaystyle A_{n}=\{\varphi ,\psi _{2},\dots ,\psi _{n}\}.}
W każdym modelu {\displaystyle {\mathcal {M}}} zdania {\displaystyle \varphi } o mocy co najmniej {\displaystyle n} wszystkie zdania ze zbioru {\displaystyle A_{n}} są spełnione, czyli {\displaystyle {\mathcal {M}}\models A_{n}.} Zauważmy również, że każdy skończony podzbiór {\displaystyle B\subseteq A} zawiera się w zbiorze {\displaystyle A_{n},} dla pewnego {\displaystyle n;} stąd wnioskujemy, że każdy skończony podzbiór zbioru {\displaystyle A} ma model. Z twierdzenia o zwartości otrzymujemy, że cały zbiór {\displaystyle A} ma model {\displaystyle {\mathcal {N}}.}
Ponieważ {\displaystyle {\mathcal {N}}\models \varphi } i model {\displaystyle {\mathcal {N}}} ma co najmniej {\displaystyle k} elementów, dla każdego {\displaystyle k,} więc {\displaystyle {\mathcal {N}}} jest modelem nieskończonym zdania {\displaystyle \varphi .}

### Wnioski z twierdzenia
Ze sformułowanego powyżej twierdzenia Löwenheima-Skolema wynika wiele negatywnych wniosków o niemożności wyrażenia pewnych problemów w logice pierwszego rzędu. Oto przykładowe z nich:
- problem osiągalności wierzchołka w grafie nie da się opisać przy pomocy formuły logiki pierwszego rzędu,
- ani klasy skończonych modeli, ani klasy skończonych modeli danego zdania {\displaystyle \varphi } (np. skończonych grup, skończonych ciał itd.) nie można opisać przy pomocy formuły logiki pierwszego rzędu.

## Górne twierdzenie Löwenheima-Skolema
Niech {\displaystyle \tau } będzie alfabetem pewnego języka pierwszego rzędu {\displaystyle {\mathcal {L}}(\tau )} oraz niech {\displaystyle {\mathcal {M}}} będzie modelem nieskończonym dla tego języka, z uniwersum {\displaystyle M.} Jeśli {\displaystyle \kappa } jest liczbą kardynalną spełniającą {\displaystyle |M|\leqslant \kappa } oraz {\displaystyle |{\mathcal {L}}(\tau )|\leqslant \kappa ,} to istnieje model {\displaystyle {\mathcal {N}}} języka {\displaystyle {\mathcal {L}}(\tau )} z uniwersum {\displaystyle N} taki, że
{\displaystyle |N|=\kappa } oraz {\displaystyle {\mathcal {M}}\prec {\mathcal {N}}} (tzn. model {\displaystyle {\mathcal {M}}} jest elementarnym podmodelem modelu {\displaystyle {\mathcal {N}}}).
Innymi słowy, i mniej ściśle: Każdy model {\displaystyle {\mathcal {M}}} można rozszerzyć elementarnie do modelu {\displaystyle {\mathcal {N}}} dowolnej (dużej) mocy (spełniającego {\displaystyle {\mathcal {M}}\prec {\mathcal {N}}}).

### Wnioski z twierdzenia
- Jeśli zdanie {\displaystyle \varphi } ma model przeliczalny, to {\displaystyle \varphi } ma model każdej nieskończonej mocy. Nawet ogólniej: jeśli zbiór {\displaystyle \Sigma } zdań ma model przeliczalny, to {\displaystyle \Sigma } ma model każdej nieskończonej mocy.
- Stąd: w logice pierwszego rzędu nie można rozróżnić modeli przeliczalnych od nieprzeliczalnych.

## Dolne twierdzenie Löwenheima-Skolema
Niech {\displaystyle \tau } będzie alfabetem pewnego języka pierwszego rzędu {\displaystyle {\mathcal {L}}(\tau )} oraz niech {\displaystyle {\mathcal {M}}} będzie nieskończonym modelem dla tego języka. Dla każdego podzbioru {\displaystyle A\subseteq M} spełniającego {\displaystyle |{\mathcal {L}}(\tau )|\leqslant |A|} istnieje elementarny podmodel {\displaystyle {\mathcal {N}}} modelu {\displaystyle {\mathcal {M}}} z uniwersum {\displaystyle N} spełniającym {\displaystyle A\subseteq N} oraz {\displaystyle |A|=|N|.}
Innymi słowy, i mniej ściśle: W każdym modelu {\displaystyle {\mathcal {M}}} można znaleźć elementarny podmodel {\displaystyle {\mathcal {N}}\prec {\mathcal {M}}} dowolnej (małej) mocy.

### Specjalny przypadek dolnego twierdzenia
Wielu autorów używa nazwy twierdzenie Löwenheima-Skolema dla określenia następującej konsekwencji dolnego twierdzenia Löwenheima-Skolema (zobacz np. Martin Goldstern i Haim Judah):
Twierdzenie C
Każdy model {\displaystyle {\mathcal {M}}} przeliczalnego języka {\displaystyle {\mathcal {L}}(\tau )} zawiera przeliczalny elementarny podmodel {\displaystyle {\mathcal {N}}\prec {\mathcal {M}}.}

### Wnioski z twierdzenia
- Konsekwencją nawet tego specjalnego przypadku twierdzenia jest paradoks Skolema.
- Jeśli zdanie {\displaystyle \varphi } ma nieskończony model {\displaystyle {\mathcal {M}},} to {\displaystyle \varphi } ma model każdej mocy {\displaystyle \kappa <|M|.}

## Równoważność z aksjomatem wyboru
Przy założeniu ZF (bez aksjomatu wyboru) bardziej naturalną wersją górnego twierdzenia Löwenheima-Skolema (niewspominającą dobrych uporządkowań) jest następujące twierdzenie:
Niech {\displaystyle \tau } będzie alfabetem pewnego języka pierwszego rzędu {\displaystyle {\mathcal {L}}(\tau )} oraz niech {\displaystyle {\mathcal {M}}} będzie modelem nieskończonym dla tego języka, z uniwersum {\displaystyle M.} Jeśli {\displaystyle A} jest zbiorem spełniającym {\displaystyle |M|\leqslant |A|} (tzn. istnieje iniekcja {\displaystyle f\colon M\to A}) oraz {\displaystyle |{\mathcal {L}}(\tau )|\leqslant |A|,} to istnieje model {\displaystyle {\mathcal {N}}} języka {\displaystyle {\mathcal {L}}(\tau )} z uniwersum {\displaystyle N} taki, że
{\displaystyle |N|=|A|} (tzn. istnieje bijekcja {\displaystyle g\colon N\to A}) oraz {\displaystyle {\mathcal {M}}\prec {\mathcal {N}}.}
Robert Vaught udowodnił, że i górne i dolne twierdzenie Löwenheima-Skolema są równoważne aksjomatowi wyboru.

### Dowód
Aksjomat wyboru jest równoważne zdaniu
Dla każdego nieskończonego zbioru {\displaystyle A} istnieje iniekcja {\displaystyle f\colon A\times A\to A,}
czyli
Dla każdego nieskończonego zbioru {\displaystyle A} istnieje model zdania
{\displaystyle \varphi :=(\forall x,y,p,q)(f(x,y)=f(p,q)\to x=p\wedge y=q),}
który jest równoliczny ze zbiorem {\displaystyle A.}
Zdanie {\displaystyle \varphi } ma model przeliczalny, na przykład zbiór {\displaystyle \mathbb {N} ;} z górnego twierdzenia LS wnioskujemy, że {\displaystyle \varphi } ma model o każdej nieskończonej mocy. Więc „górne LS” ⇒ AC.
Dla każdego zbioru {\displaystyle A} można znaleźć zbior {\displaystyle B} o mocy większej niż {\displaystyle A} spełniający {\displaystyle B\approx B\times B,} na przykład zbiór potęgowy zbioru {\displaystyle A\times \mathbb {N} {:}}
{\displaystyle 2^{A\times \mathbb {N} }\times 2^{A\times \mathbb {N} }\approx 2^{(A\times \mathbb {N} ){\dot {\cup }}(A\times \mathbb {N} )}\approx 2^{A\times \mathbb {N} \times 2}\approx 2^{A\times \mathbb {N} }.}
Więc istnieje model {\displaystyle M} o mocy {\displaystyle |B|} spełniający zdanie {\displaystyle \varphi .} Z dolnego twierdzenia LS wnioskujemy, że {\displaystyle \varphi } ma model o mocy {\displaystyle |A|.} Więc „dolne LS” ⇒ AC.